# Frisches Haff

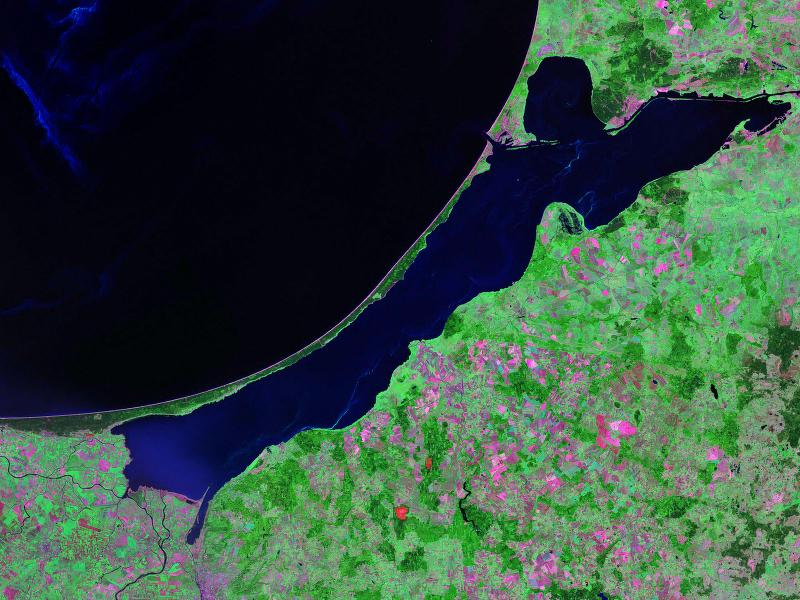
Satellitbild av Frisches Haff.

Frisches Haff (polska: Zalew Wiślany; ryska: Калининградский залив) är en strandsjö (haff) vid Östersjön, belägen utanför den forna provinsen Ostpreussen, delad mellan Polen i söder och Kaliningrad oblast, Ryssland i norr.
Frisches Haff omfattar 860 kvadratkilometer med ett djup av 3–5 meter. Den skiljs från Danzigbukten (Gdanskbukten) genom den 60 kilometer långa, 1–3 kilometer breda strandsporren Frische Nehrung, som 1510 genombröts av havet, varvid det 380 meter breda och 6 meter djupa Pillauer Tief bildades. I Frisches Haff mynnar Wisłas högra utloppsarm Nogat, Passarge och Pregel. Från Pregel leder en 6,5 meter djup farled, Königsberger Seekanal fram till Baltijsk (Pillau).